# Fishbourne (West Sussex)

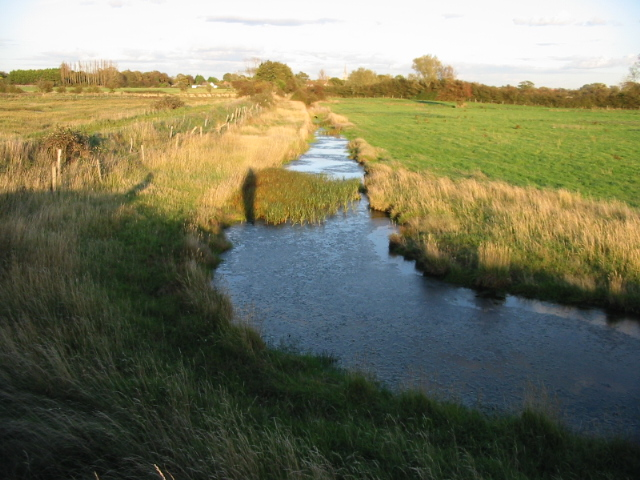
Canal

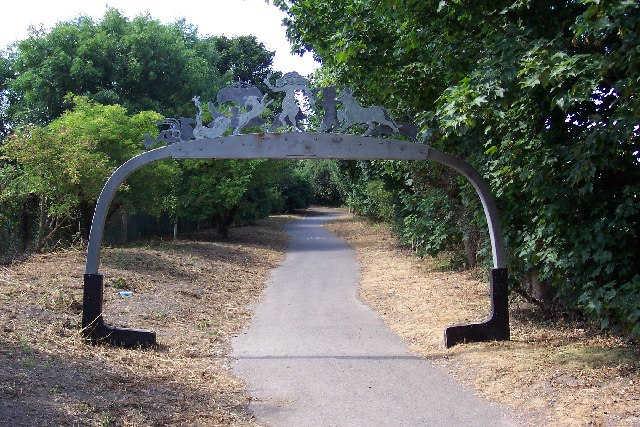
Escultura de Richard Farrington, titulada Roman Archway situada al camí que du al palau romà.

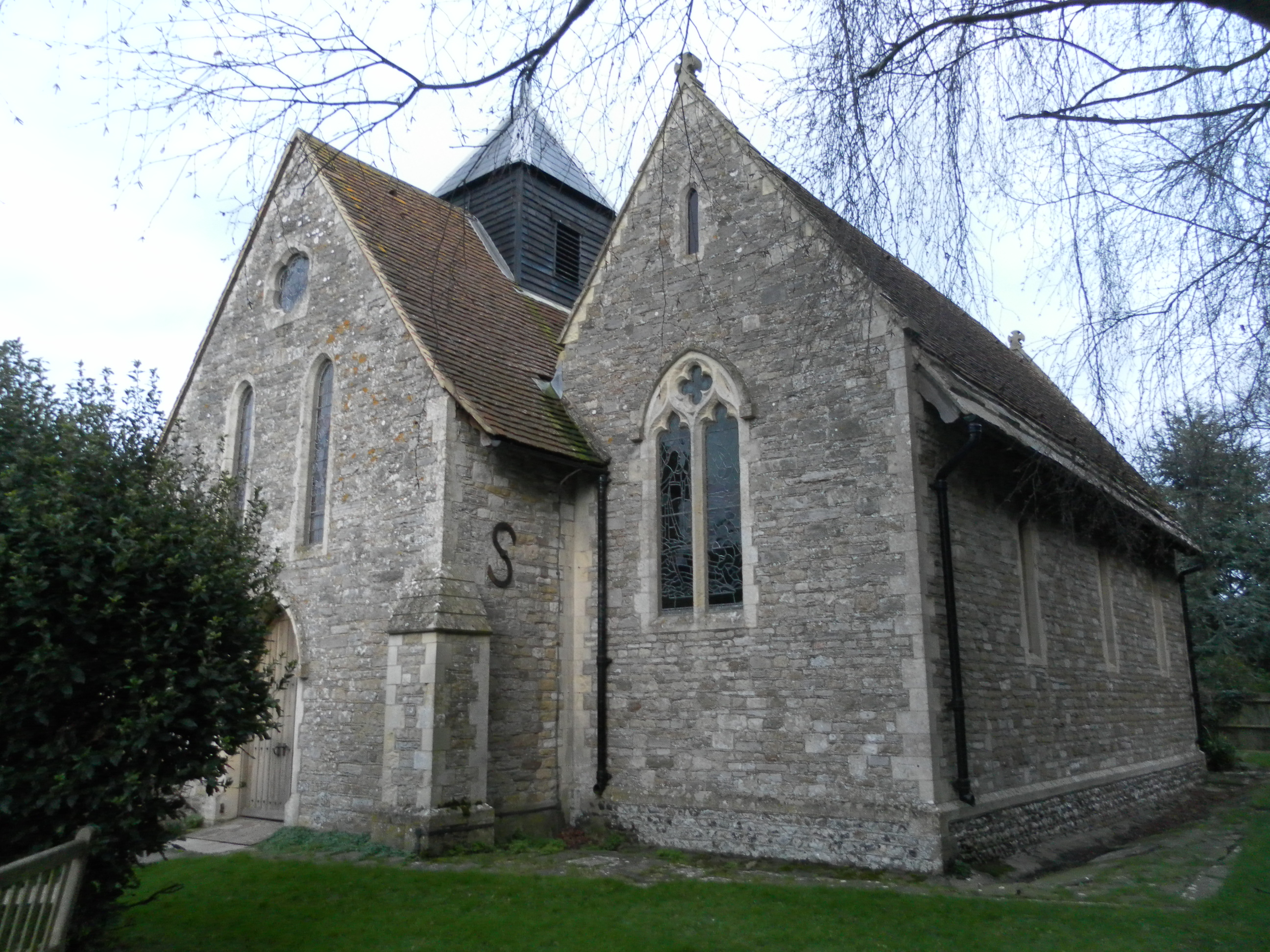
Església de Fishbourne.

Fishbourne, és un petit municipi del Regne Unit, situat al comtat de West Sussex, al sud d'Anglaterra. Està a dues milles (3,2km) a l'oest de Chichester. És famós per haver-se trobat un important jaciment arqueològic d'època romana.

## Toponímia
El nom d'aquest municipi s'ha trobat escrit de diverses maneres al llarg de la història: Fissaburna, Fiseborne i Fysshburn que antigament volia dir «corrent d'aigua amb peixos». Es tracta d'un nom d'origen celta que també es troba a l'altra banda del canal, a l'illa de Wight.

## Geografia
L'entorn natural és marítim i està situat al nord-oest de Chichester Harbour el port natural que es forma a Solent, l'estret que separa l'illa de Gran Bretanya de l'illa de Wight. En el límit del territori municipal està el riu Lavant, a l'altra banda del qual està el municipi d'Appledram.

## Història
En època de la conquesta romana, el riu Lavant era navegable. S'han trobat importants restes arqueològiques que denoten l'existència d'una població romana l'any 43 dC. El lloc on es troba el conjunt d'excavacions es diu Palau romà de Fishbourne. Una hipòtesi, sobre la base d'una cita de l'historiador Suetoni, diu que aquest va ser el lloc on van desembarcar un grup de soldats romans que venien a donar suport a la tribu amiga dels atrebats, el rei dels quals havia demanat ajuda a Roma per combatre els seus enemics. Els atrebats tenien la seva capital a la veïna Calleva Atrebatum (actual Silchester). Quan van decidir quedar-se per més temps, van substituir les primeres edificacions de fusta i els graners, per altres de pedra i fins i tot van construir una gran vil·la ricament decorada, semblant als palaus dels emperadors. Aquesta vil·la va ser destruïda a finals del segle iii i no es va tornar a reconstruir.
Posteriorment on havia estat els barracons de l'exèrcit romà es van establir tallers de confecció de ceràmica i ferreries. En època normanda es va construir una església, dedicada a l'advocació de sant Pere i la Mare de Déu (que va ser reparada el 1821). El 1687 es va construir una casa senyorial, d'arquitectura senzilla en maons, anomenada Manor Fishbourne.
Actualment el poble només és un parell de carrers, amb una estació de ferrocarril i és molt visitada per turistes que volen veure el que en resta de la vil·la romana. A la localitat se celebra un festival de música tradicional.